# Невероятные приключения Уоллеса и Громита: Стрижка «под ноль»
«Стрижка „под ноль“» (англ. A Close Shave) — третий мультфильм из серии «Невероятные приключения Уоллеса и Громита», вышедший в 1995 году. Как и остальные части серии, был создан Ником Парком и повествует об изобретателях Уоллесе и Громите. После этой работы последовал небольшой 10-серийный мультсериал под общим названием «Хитроумные приспособления». Мультфильм «Стрижка „под ноль“» так же, как и «Неправильные Штаны», получил премию Оскар.
Это первое появление Барашка Шона.

## Сюжет
В городе происходит массовое исчезновение овец. Жители в панике. Изобретатель Уоллес также напуган чередой странных происшествий. Одному барашку во время перевозки удалось убежать, и он забрел в дом к Уоллесу и Громиту. Там его случайно остригли в новом изобретении — автоматической машине для стрижки овец. После этого его назвали Шоном.
Позже виновным во всех преступлениях признан Громит. Теперь Уоллесу нужно спасти не только своего друга, но и оставшихся овец. Выясняется, что похитители — пёс-киборг Престон и его хозяйка Гвенделин Ремсботтом. Престон, после того, как Гвенделин срезала с овец шерсть, превращал их в собачьи консервы. В финале его ломают.

## Награды мультфильма
- Мультфильм получил премию Оскар в номинации «Лучший анимационный короткометражный фильм» в 1995 году. Самый кассовый мультфильм года.